# 赤い靴 (映画)
『赤い靴』（あかいくつ、The Red Shoes）は、1948年のイギリスのバレエ映画。監督はマイケル・パウエル、エメリック・プレスバーガー。
原作はハンス・クリスチャン・アンデルセンの同名童話である。
同作へのリスペクトを公言していた、映画監督のマーティン・スコセッシがオリジナル・ネガ修復作業に着手し、2年の歳月をかけて完成された＜デジタルリマスター・エディション＞が、2009年カンヌ国際映画祭で世界初公開された。

## ストーリー
アンデルセン童話『赤い靴』を原作としたバレエの主演に抜擢され、一躍スターとなった若きバレリーナが、恋愛とバレエとの間で苦悩した末に悲劇的な最期を迎えるまでを描く。

## キャスト
※括弧内は日本語吹き替え（フジテレビ版、初回放送1971年10月10日『サンデー洋画劇場』 / PD版）
- ヴィクトリア（ヴィッキー）・ペイジ - モイラ・シアラー（武藤礼子 / 深水由美）： 良家出身のバレリーナ。
- ボリス・レルモントフ - アントン・ウォルブルック（英語版）（中村正 / 永田博丈）： レルモントフ・バレエ団の団長。
- ジュリアン・クラスター - マリウス・ゴーリング（英語版）（堀勝之祐 / 鈴木貴征）： 若き作曲家。
- イヴァン・ボレスラウスキー - ロバート・ヘルプマン（ / 植倉大）： バレエダンサー。
- セルゲイ・ラトフ - アルベルト・バッサーマン（ / 赤城進）： 舞台装置家。デザイナー。
- グリシャ・リュボフ - レオニード・マシーン（ / 大塚智則）： バレエダンサー。振付師。
- イリナ・ボロンスカヤ - リュドミラ・チェリーナ（ / 小林美穂）： バレエ団のプリマ。
- リヴィングストン（リヴィ）・モンターニュ - エズモンド・ナイト（英語版）： バレエ団の楽長。
- パルマー教授 - オースティン・トレヴァー（英語版）： ジュリアンの師匠。

## エピソード
バレエ団を率いるレルモントフは、バレエ・リュスの創設者で芸術プロデューサーのセルゲイ・ディアギレフをモデルにしていると言われている。
日本公開は1950年（昭和25年）3月1日。有楽座では32万人の観客を動員する大ヒットを記録、銀座の靴屋の店頭には赤い靴が並んだ。

## 受賞
- 第21回アカデミー賞にて、カラー美術監督・装置賞（ハイン・ヘクロス、装置＝アーサー・ロースン）、劇・喜劇映画音楽賞（ブライアン・イースデイル）を受賞
- ゴールデングローブ賞・作曲賞（ブライアン・イースデイル）を受賞